# Cody Saintgnue
Cody Lee Saintgnue es actor y modelo estadounidense nacido el 15 de junio de 1993 en Dayton, Ohio. Es conocido por interpretar a Brett Talbot en Teen Wolf.

## Biografía
Saintgnue nació en Dayton, Ohio. A la edad de nueve años, fue colocado en una familia de acogida y adoptado posteriormente. A temprana edad, comenzó a actuar y participar en obras de teatro. A los 14 años, Cody y su madre tomaron la decisión de trasladarse a Los Ángeles para estudiar actuación.
Además de la actuación y el modelaje, Cody gusta participar en una variedad de deportes como el surf, fútbol, baloncesto y artes marciales en especial el Muay Thai. También participa de organizaciones benéficas, actividades filantrópicas para apoyar a niños y adolescentes.

### Carrera
En 2009, Saintgnue debutó en un episodio de Southland. A esto le siguieron participaciones en series tales como House M. D. y Mentes criminales, así como el documental America's Most Wanted y las películas All Cheerleaders Die y Preservation.
En 2014 fue elegido para aparecer de forma recurrente en la serie de MTV Teen Wolf, protagonizada por Tyler Posey, Dylan O'Brien y Holland Roden, donde interpreta a un hombre lobo llamado Brett Talbot.

## Filmografía
| Cine       | Cine                  | Cine           | Cine                  |
| Año        | Película              | Rol            | Notas                 |
| ---------- | --------------------- | -------------- | --------------------- |
| 2013       | All Cheerleaders Die  | Cody           |                       |
| 2014       | Preservation          | Jack           |                       |
| 2014       | Sessions              | Brogan         | Cortometraje          |
| 2015       | The Thunderers        | Taz            | Preproducción         |
| 2016       | The Mafia Ain't Dead  | Nino Staiano   | Preproducción         |
| Televisión |                       |                |                       |
| Año        | Título                | Rol            | Notas                 |
| 2009       | Southland             | Tristan        | 1 episodio            |
| 2010       | America's Most Wanted | Kevin          | 1 episodio            |
| 2010       | House M. D.           | Hugo           | 1 episodio            |
| 2012       | Mentes criminales     | Tyler Allison  | 1 episodio            |
| 2014-2017  | Teen Wolf             | Brett Talbot   | Elenco recurrente     |
| 2015       | Apt. 210 Confessional | Jason St.Cloud | 1 episodio, miniserie |
| 2015       | Table Manners         | Sammy          | 1 episodio            |